# Битва под Жёлтыми Водами

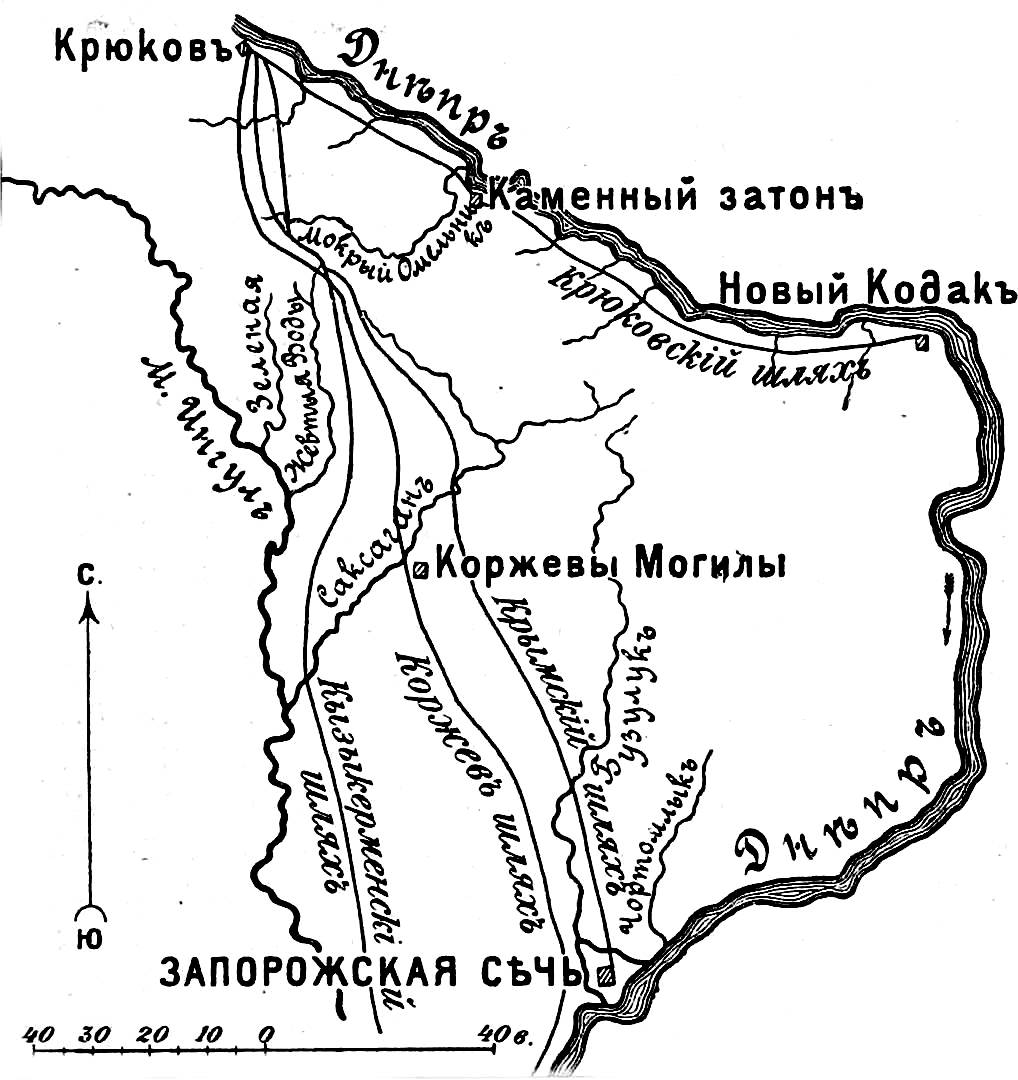
Карта к статье «Жевтые Воды». Военная энциклопедия Сытина (Санкт-Петербург, 1911—1915)

Битва под Жёлтыми Водами (укр. Битва під Жовтими Водами, пол. Bitwa pod Żółtymi Wodami) — первая крупная победа восставших казаков в союзе с перекопскими татарами (конница) над польскими силами в ходе восстания Богдана Хмельницкого.

## Восстание. Польское наступление
Основная статья: Восстание Хмельницкого
В январе 1648 года Богдан Хмельницкий отправился в Сечь, где он и его сторонники выбили польский гарнизон, Хмельницкий был избран гетманом. Затем он заручился поддержкой крымского хана, выславшего ему татарскую конницу во главе с Тугай-беем, начался приток добровольцев (в основном крестьян) в его ряды.
Гетман великий коронный Николай Потоцкий решил овладеть Сечью и захватить Хмельницкого. План его заключался в том, чтобы, наступая двумя отрядами (один — через степь, другой — на байдаках по Днепру), овладеть замком Кодак, а затем расправиться с запорожскими казаками.
Что и было сделано. В апреле 1648 года из Корсуня в направлении крепости Кодак выступили два отряда: по Днепру на байдаках плыл отряд наказного гетмана Барабаша (4-6 тыс. реестровых казаков и наёмная немецкая пехота - ландскнехты), а через степь двигался отряд жолнеров и драгун во главе со вторым сыном Николая Потоцкого, молодым 24-летним Стефаном Потоцким (5-6 тыс. человек и 12 пушек). Оба отряда должны были соединиться у Каменного Затона. Дробление сил и особенно выделение в самостоятельную колонну реестровых казаков являлось крупной тактической ошибкой Потоцкого, которой умело воспользовался Хмельницкий.
В начале апреля польские магнаты определяли силы Хмельницкого в 2 тыс. казаков и 500 всадников Тугай-Бея. Фактически польскую шляхту встретило до 8 тыс. казаков с пятью орудиями и несколько тысяч татар. Польское командование недооценило силы противника и высокомерно игнорировало боевые качества восставших. Это была вторая крупная ошибка польского командования.

## Переход реестровых казаков на сторону Хмельницкого
22 апреля 1648 года из Запорожья выступил отряд Хмельницкого, двинулся навстречу польскому войску и вскоре вышел к потоку Жёлтые Воды (приток реки Ингулец). Здесь казаки расположились в таборе, усилив его земляными оборонительными сооружениями. Татары стали в стороне за болотами, заняв выжидательное положение.
Хмельницкий имел точные данные о наступлении противника и о его замысле. План Хмельницкого заключался в том, чтобы не допустить соединения двух отрядов противника и уничтожить их по частям, применив для этого различные способы. В отношении отряда Барабаша организовывалось воздействие агитационного порядка, а отряд Потоцкого намечалось разбить в открытом бою.
По берегу Днепра Хмельницкий расставил казацкие посты с задачей войти в переговоры с реестровыми казаками и добиться присоединения их к восставшим запорожским казакам.
3 мая к Каменному Затону прибыл плывший по Днепру отряд реестровых казаков и немецких ландскнехтов. Казаков встретил Хмельницкий, и ему удалось склонить их на свою сторону. В ночь с 3-го на 4 мая реестровые казаки перебили своих старшин, сторонников польской власти, вместе с их командиром гетманом Барабашом (по одним сведениям утопили их, по другим закололи пиками), а также ландскнехтов и 4 мая прибыли в лагерь восставших на Жёлтых Водах.

## Бои с войсками Стефана Потоцкого

### Укреплённый лагерь Потоцкого
К вечеру этого же дня к расположению запорожских казаков подошел отряд Стефана Потоцкого, который двигался степью. После неудачной попытки переправиться на левый берег Жёлтых Вод отряд приступил к устройству укреплённого лагеря на правом берегу реки. Было послано донесение великому коронному гетману Николаю Потоцкому с просьбой о помощи, но гонец был схвачен татарами, и донесение не дошло.
Переход реестровых казаков на сторону восставших сказался на моральном состоянии польской шляхты. Самонадеянность сменилась растерянностью и упадком воинственного духа, особенно тогда, когда казаки на пике показывали перехваченное донесение Потоцкого с просьбой о помощи. Не знали упавшие духом шляхтичи и о том, что путь их отступления перехвачен татарской конницей.

### Бой 5 мая

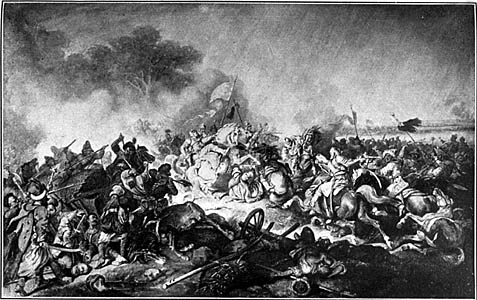
Юлиуш Коссак. Смерть Стефана Потоцкого под Жёлтыми Водами. Акварель, 1855.

Утром 5 мая Потоцкий приказал драгунам и польским хоругвям с артиллерией выходить из лагеря для атаки казаков. В это время и Хмельницкий готовил свое войско для активных действий.
Как только поляки начали выступать из лагеря, казаки заиграли в трубы, ударили в котлы, вихрем вырвались в поле, перешли речку и устремились на польских шляхтичей. В это время драгуны повернули вправо, в сторону от польских хоругвей, и полем перешли на сторону казаков. Польские артиллеристы не успели открыть огонь и вынуждены были повернуть обратно в лагерь и установить орудия на валах. Укрылись в лагере и коронные хоругви. Враг вновь оказался ослабленным численно и морально.

### Осада польского лагеря
6 мая в 11 часов утра казаки пошли на штурм лагеря польской шляхты. Завязавшийся бой продолжался до 17 часов. Польские шляхтичи успешно отражали атаки казаков. Начавшийся дождь вынудил сражавшихся прекратить перестрелку, так как отсырел порох.
Восставшие тесно обложили лагерь противника, лишённый воды и травы. Понимая безнадёжность своего положения, Потоцкий вступил в переговоры с казаками об условиях отступления. Хмельницкий затянул переговоры на целые сутки, а затем потребовал сдать орудия и при выполнении этого условия обещал пропустить поляков. 7 мая польские шляхтичи сдали свои пушки казакам.

### События 8 мая. Победа Хмельницкого
Утром 8 мая польский отряд поспешно двинулся в обратный путь. Верные своему слову, казаки не трогали шляхтичей и только следовали за ними на небольшом удалении. Все было спокойно до Княжьих Байраков (около 6 км от Жёлтых Вод).
Татары не участвовали в переговорах и были свободны от всяких обязательств. Поэтому у Княжьих Байраков они атаковали поляков, пытавшихся пробиться через овраг, покрытый лесом. Но казаки ещё заблаговременно устроили здесь завалы, и путь отступления полякам был прегражден.
Потоцкий приказал сомкнуть из повозок вагенбург и насыпать вал. Татары взяли у казаков польские пушки, обстреляли поспешно строившийся лагерь и со всех сторон ворвались в него. Немногие оставшиеся шляхтичи были взяты в плен. Молодой Потоцкий был смертельно ранен.

## Результаты
В результате победы в битве под Жёлтыми Водами Богдан Хмельницкий отразил первую атаку властей Речи Посполитой, не дав им подавить восстание на его ранней стадии. Остановить продвижение казаков Хмельницкого на запад не удалось, его армия начала активно пополняться добровольцам. Более того, разбив польские войска и пленив их руководителей С. Потоцкого и С. Чарнецкого, Хмельницкий продемонстрировал силу и боеспособность своей армии. Это помогло в разжигании антипольских бунтов, но в то же время ускорило принятие польскими властями более действенных мер по подавлению восстания.

## Память
когда отмечалось 350-летие начала Освободительной войны Хмельницкого, рядом с урочищем Княжьи Байраки, на околице села Желто-Александровка Пятихатского района, открыт памятник победы на Жёлтых Водах. На одной из гранитных глыб отчеканен герб Гетмана Богдана Хмельницкого, на второй — герб крымскотатарского рода Гиреев. Стилизованный украинский рушник логически превращается в боевое знамя — символ воинской доблести и союза запорожского казачества и крымскотатарского войска, одержавших на Жёлтых Водах легендарную победу.

### Кинематограф
- Битва под Желтыми Водами (фрагмент фильма «Огнём и мечом»)